# Burg Haag
Die Burg Haag, auch Schloss Haag, genannt, ist eine Burgruine mit erhaltenem Schlossturm im Markt Haag in Oberbayern im Landkreis Mühldorf am Inn in Bayern. Die Anlage ist unter der Aktennummer D-1-83-119-30  als denkmalgeschütztes Baudenkmal von Haag verzeichnet. Ebenso wird sie als Bodendenkmal unter der Aktennummer D-1-7839-0080 im Bayernatlas als „Untertägige mittelalterliche und frühneuzeitliche Befunde im Bereich von Schloss Haag i. OB und seiner Vorgängerbauten“ geführt.

## Geschichte
Vermutlich wurde die Burg von den Edelfreien „de Haga“ oder „vom Hage“ (Grafschaft Haag) im 12. Jahrhundert erbaut und ging durch Erbe oder Verkauf an die Edelfreien Gurren von Kirchdorf, die fortan die Gurren von Haag genannt wurden. Die Burg ging dann an das Ministerialengeschlecht der Fraunberger, die bis zu ihrem Aussterben im Jahr 1566 dort regierten. Die 1509 zur Reichsgrafschaft erhobene Herrschaft wurde in der Folge durch Kaiser Maximilian II. an die Herzöge von Bayern vergeben, welche in der Grafschaft die Reformation rückgängig machten. Während der Napoleonischen Zeit begann um 1804 die stückweise Abtragung der Burg.

## Heutige Nutzung
Von 1981 bis 2005 diente der Schlossturm als Heimatmuseum, das vom Haager Geschichtsverein betrieben wurde.
2005 musste der Turm wegen Baumängeln geschlossen werden. Im Juli 2016 fand die Wiedereröffnung des Turms statt, jedoch ohne Heimatmuseum.
Es finden regelmäßige Führungen statt. Zwischen Mai und Oktober können sich Paare im Schlossturm trauen lassen. In den Sommermonaten finden im Schlosshof kulturelle Veranstaltungen statt.

## Beschreibung

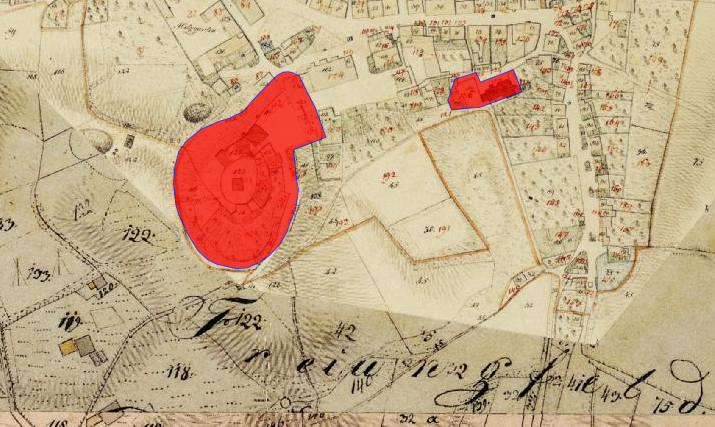
Lageplan von Burg Haag auf dem Urkataster von Bayern

Die einst große Burganlage zeigt heute noch die Kernburg mit einer runden Ringmauer, Teile des Zwingers, einen Torturm und den weithin sichtbaren, beeindruckenden 42 Meter hohen Wohnturm, den sogenannten „Schlossturm“. Der untere Turmteil aus der Zeit um 1200 wurde später mehrmals aufgestockt. Der Turm hat eine Seitenlänge von zwölf Metern und drei Meter starke Mauern mit einem Hocheingang in sieben Metern Höhe. Die letzten beiden Stockwerke verfügen über einen Kamin und Ecktürmchen aus dem 15. Jahrhundert. Die große Freitreppe von 1748 und die Löwenbrücke sind erhalten. Der Burggraben diente in der Zeit des Barocks als Tiergarten.